# Den stora stadsbranden i Tartu

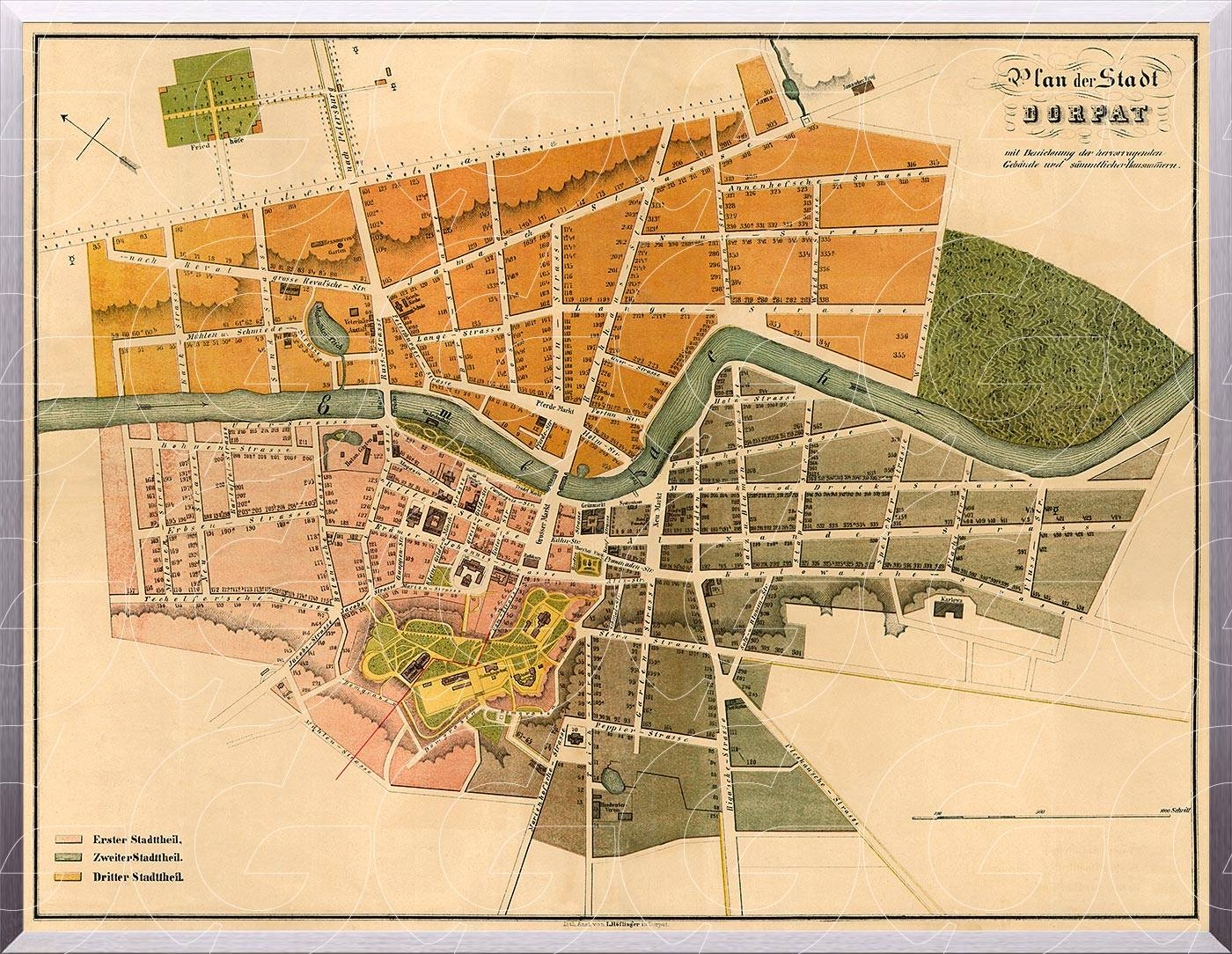
Tartu 1870 efter stadens återuppbyggnad

Den stora stadsbranden i Tartu (estniska: 1775. aasta Tartu tulekahju) inträffade den 25 juni (gregorianska kalendern den 6 juli) 1775 och ledde till att större delen av staden Dorpat (nuvarande Tartu) i dåvarande Ryssland, inklusive dess centrum, förstördes.

## Tidigare bränder
Flertalet av de större stenhusen i Dorpat hade sprängts i september 1708 på order av Peter den Store under Stora nordiska kriget. Den ryske tsaren hade beordrat minering av byggnaderna i Dorpat för att hindra svenskarna från att använda staden som militär stödjepunkt. Staden var efter sin belägring nedbränd och i ruiner. Efter krigsslutet återvände befolkningen till staden och uppförde då hus i trä. Tsaren hade förbjudit byggande av stenhus i Dorpat och i alla andra städer än i den nya huvudstaden Sankt Petersburg. 
Nästa stora stadsbrand skedde 1763. Året därpå besökte Katarina den Stora Dorpat, och en återuppbyggnad kom igång.

## Branden 1775
Den stora stadsbranden utbröt 1775 på en bakgård vid Rüütli tänav ("Riddargatan") nära Sankt Johannes kyrka. Hård blåst ledde till att branden spred sig från hus till hus. Att stadens broar var av trä gjorde att branden också spred sig över floden. Uppemot 200 träbyggnader förstördes och fler än 40 stenbyggnader. Ytterligare 18 byggnader revs ned för att skapa brandgator. 
Efter branden återstod 160 hus i staden, flertalet i stadens norra del. I stadens tidigare centrum fanns bara 40 kvar. Uppsala maja är ett av de få idag kvarvarande husen från tiden före branden. I huset finns virke som daterats till omkring 1750.

## Återuppbyggnaden
Staden återuppbyggdes efter branden på samma plats. Efter branden ändrades reglerna för byggnadsmaterial, så att det därefter endast var tillåtet att bygga hus i sten. Även uthus och tomtavskiljningar skulle vara av sten. Den första grundstenen för Tartus rådhus lades 1782.
Katarina den Stora tillsköt 25.000 rubler för att underlätta situationen för Tartu efter branden, pengar som användes för att bygga en bro i sten över floden. Bron förstördes under Slaget om Tartu, men rester kan fortfarande ses under vattenytan i floden Emajõgi.